# Nhat Chi Mai
Nhất Chi Mai (20 de febrer de 1934 - 16 de maig de 1967), nascuda amb el nom de Phan Thị Mai i anomenada legalment Thích nữ Diệu Huỳnh, va ser una monja budista que es va matar en un acte d'autoimmolació a Saigon el 1967 de maig de 1967 en protesta per la guerra del Vietnam.

## Joventut
Nhat va néixer el 20 de febrer de 1934 a la comuna tailandesa de Hiep Thanh a la província de Tay Ninh. El 1956 es va graduar a l'Escola Nacional de Mestres. El 1964 es va graduar a la Facultat de Lletres de la Universitat de Saigon i el 1966 es va graduar a la Universitat Budista Van Hanh.

## Trajectòria
Després de graduar-se, es va convertir en mestra d'escola primària a Tan Dinh a Saigon. Mentre estava a Saigon, va participar activament en el grup "Youth Serving Society" i va ensenyar en diversos orfenats. Durant aquest temps va ser estudiant de Thich Nhat Hanh i va estar profundament influenciada per la seva visió del budisme compromès.
Juntament amb la germana Chan Khong, va ser una de les sis primeres persones laiques ordenades a l'orde budista de Nhat Hanh, l'Ordre de l'Interésser el febrer de 1966.

## Autoimmolació
El 16 de maig de 1967, quan passaven 20 minuts de les 7 del matí, al districte 10 de Saigon/Ho Chi Minh City davant de la pagoda de Tu Nghiem, Nhat Chi Mai es va encendre foc amb un accelerant de gasolina. Tenia 33 anys quan va morir per les seves cremades. Abans de la seva autoimmolació, va escriure deu missatges en què es descriuen les seves creences contra la guerra i demanava la fi de la guerra del Vietnam.